# Shonda Rhimes
Shonda Lynn Rhimes, född 13 januari 1970 i Chicago, Illinois, är en amerikansk manusförfattare, regissör och tv-producent. Hon är främst känd som skapare och exekutiv producent för Grey's Anatomy, spinoffen Private Practice och Scandal. I maj 2007 utsågs hon av tidningen Time som en av de 100 mest inflytelserika det året.

## Produktioner
| År        | Titel                                     | Funktion | Funktion        | Funktion  |
| År        | Titel                                     | Regissör | Manusförfattare | Producent |
| --------- | ----------------------------------------- | -------- | --------------- | --------- |
| 1995      | Hank Aaron: Chasing the Dream             | Nej      | Nej             | Nej       |
| 1998      | Blossoms and Veils                        | Ja       | Ja              | Ja        |
| 1999      | Dorothy Dandridge                         | Nej      | Ja              | Nej       |
| 2002      | Crossroads                                | Nej      | Ja              | Nej       |
| 2004      | En prinsessas dagbok 2 - kungligt uppdrag | Nej      | Ja              | Nej       |
| 2005–     | Grey's Anatomy                            | Nej      | Ja              | Ja        |
| 2007–2013 | Private Practice                          | Nej      | Ja              | Ja        |
| 2009      | Inside the Box                            | Nej      | Nej             | Ja        |
| 2009      | Seattle Grace: On Call                    | Nej      | Nej             | Ja        |
| 2009      | Seattle Grace: Message of Hope            | Nej      | Nej             | Ja        |
| 2011      | Off the Map                               | Nej      | Nej             | Ja        |
| 2012      | Gilded Lilys                              | Nej      | Nej             | Ja        |
| 2012–2018 | Scandal                                   | Nej      | Ja              | Ja        |
| 2014–2020 | How to Get Away with Murder               | Nej      | Nej             | Ja        |
| 2020–     | Familjen Bridgerton                       | Nej      | Nej             | Ja        |
| 2022      | Inventing Anna                            | Nej      | Ja              | Ja        |